# Eyal Ben-Reuven

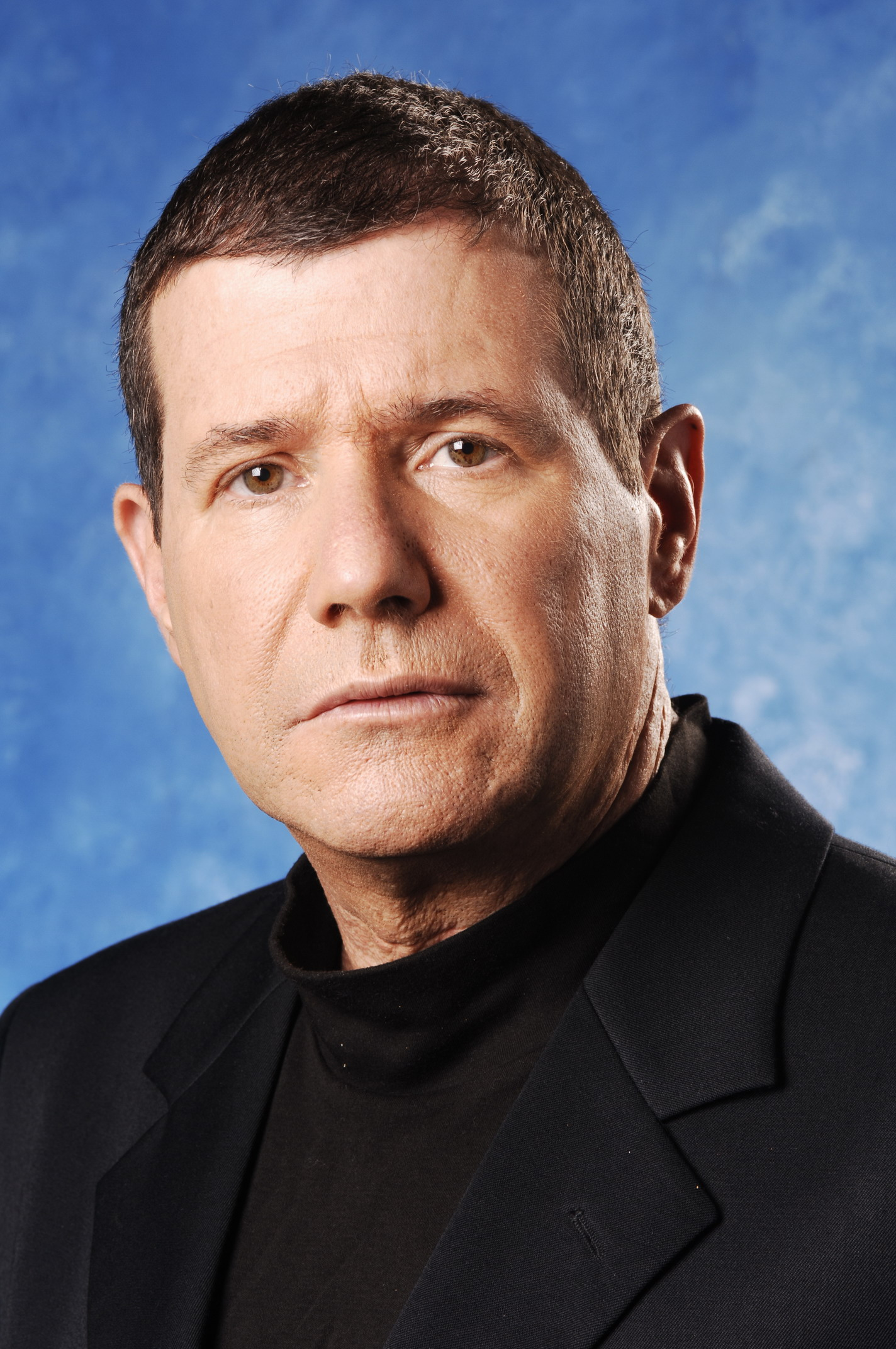
Ben Reuven, 2007

Eyal Ben-Re'uven (hebräisch אֱיָל בֶּן רְאוּבֵן Ejal Ben Rə'ūven, Plene auch: אייל; * 22. Mai 1954 in Netzer Sereni) ist ein israelischer ehemaliger Generalmajor (Aluf) und Politiker der Ha-Tnu’a.

## Leben
Ben-Reuven diente in den Israelischen Verteidigungskräften und stieg innerhalb des Militärs bis zum Rang des Generals auf. Er nahm als Soldat am Jom-Kippur-Krieg teil. Im Libanonkrieg 1982 kommandierte er ein Armeebataillon. Während seiner Zeit beim Militär besuchte er das israelische Command and Staff College (hebräisch המכללה הבין-זרועית לפיקוד ולמטה) in Ramat Scharon und studierte später am United States Army War College in Pennsylvania und Politikwissenschaften an der Universität Haifa. Im Libanonkrieg 2006 war er Stellvertretender Kommandant des Israelischen Nordkommandos. Ben-Reuven wurde Mitglied der Partei Meretz. Nach seiner aktiven Zeit in der Israelischen Armee wurde er Direktor der Organisation  Born to Freedom Foundation. 2014 wechselte er von der Partei Meretz zur Partei Ha-Tnu’a. Seit 2015 ist Ben-Reuven Abgeordneter in der Knesset für die Zionistische Union.